# Петрухин, Олег Митрофанович
Олег Митрофанович Петрухин (род. 19 декабря 1932 года) — учёный-химик, лауреат премии имени Л. А. Чугаева (1989).

## Биография
Родился 19 декабря 1932 года.
В 1955 году — окончил химический факультет МГУ.
С 1978 по 2004 годы — заведующий кафедры аналитической химии Российского химико-технологического университета имени Д. И. Менделеева.
Ведущий научный сотрудник (по совместительству) Института геохимии и аналитической химии имени В. И. Вернадского РАН.
Область научных интересов: создание и совершенствованию методов разделения и определения ионов металлов.
Член Научного Совета по аналитической химии РАН, член редколлегии «Журнала аналитической химии».
Соавтор и редактор учебников по аналитической химии. Опубликовано около 400 научных работ, в том числе книги, авторские свидетельства и патенты.

## Награды
- Премия Совета Министров СССР (1985) — за создание и внедрение малогабаритых радиоспектрометров магнитного резонанса
- Премия имени Л. А. Чугаева (за 1989 год, совместно с Б. Я. Спиваковым, Ю. А. Золотовым) — за цикл работ «Комплексообразование в экстракции»